# ラカイン族
ラカイン族（ラカインぞく、英語: RakhineもしくはArakanese, ビルマ語及びラカイン語: ရခိုင်လူမျိုး, ラカイン語発音: [ɹəkʰàiɰ̃ lùmjó], ビルマ語発音: [jəkʰàiɰ̃ lùmjó]）はミャンマーの民族の一つである。現在のラカイン州（かつてはアラカン州と呼ばれた）の海岸部で多数派である他、エーヤワディ地方域やヤンゴン地方域を中心に、 国中にコミュニティを持つ。正確な統計は存在しないが、ミャンマーの人口のおよそ5.53%以上を占めるとされる。国外においてもより小規模な集団がバングラデシュのチッタゴン丘陵地帯やインドに存在し、前者はマルマ族、後者はモグ族として知られている。

## 民族名
ラカイン (Rakhine,まれにRakhaing) はラカイン語、ビルマ語、英語における民族名かつ地域名である。ビルマ語での発音からヤカインと書かれることもある。この言葉は11世紀中ごろまでには既に存在し、Shite-thaung templeの柱の碑文に含まれていたほか、15世紀ごろまでのヨーロッパやペルシャ、スリランカの記述にも確認されている。タウングー王朝の歴史家U Kalaによって書かれた著名な歴史書Maha Yazawinはこの言葉の語源をパガン王朝時代のアラウンシードゥーによるこの地方の征服に求めているが、 この理論を支える碑文的証拠はあまりに不十分なままである。イギリスの軍人・植民地官僚Arthur Phayre は羅殺天を表わすサンスクリット語rākṣasa もしくはパーリ語rakkhasaに語源を求めており、こちらの説の方がより現実的である。一部のラカインの住民は ရက္ခိုင်という別の綴りを好む。
17世紀から18世紀の間にラカイン族が自称としてムランマ (Mranma,မြန်မာ) やその派生語を使い始めたことが、Rakhine Minrazagri Ayedaw Sadan やDhanyawaddy Ayedawbonなどの文書により裏付けられている。この言葉は、バマー(Bamar,ビルマ族の自称) と同根であり、ラカイン語における”ミャンマー” の発音である他、Marmaとして知られるバングラデシュのラカイン系民族により使い続けられている。この時代には、同時代のビルマや外国の資料に示されるように、ビルマ族はラカイン族のことを Myanmagyi (မြန်မာကြီး; 直訳: 大ムランマ/大ミャンマー)と呼び始めた。この民族名は、ラカイン族が親近感を抱いていた仏教徒のビルマ族との共通の起源を反映している。
1585年までにはヨーロッパやペルシャ、ベンガルの記述は、ラカイン族をMagh（マグ）やそれから派生した名称（Mogh, Mugh, Mogなど)で呼び始めた。この言葉はおそらくマガダ国の名称に由来している。19世紀後半には、イギリス当局はArakanese（アラカニーズ）という名称を採用した。これは、当時現在のラカイン州に当たる地域がアラカンと呼ばれていたためで、このため日本語でもまれにアラカン族という名称が使われる。1991年以降、ビルマ政府は公式の民族名をRakhine(ラカイン)に変更した。これは、国内の英語の地名や民族名を現地化する政策の一環である。

## 歴史

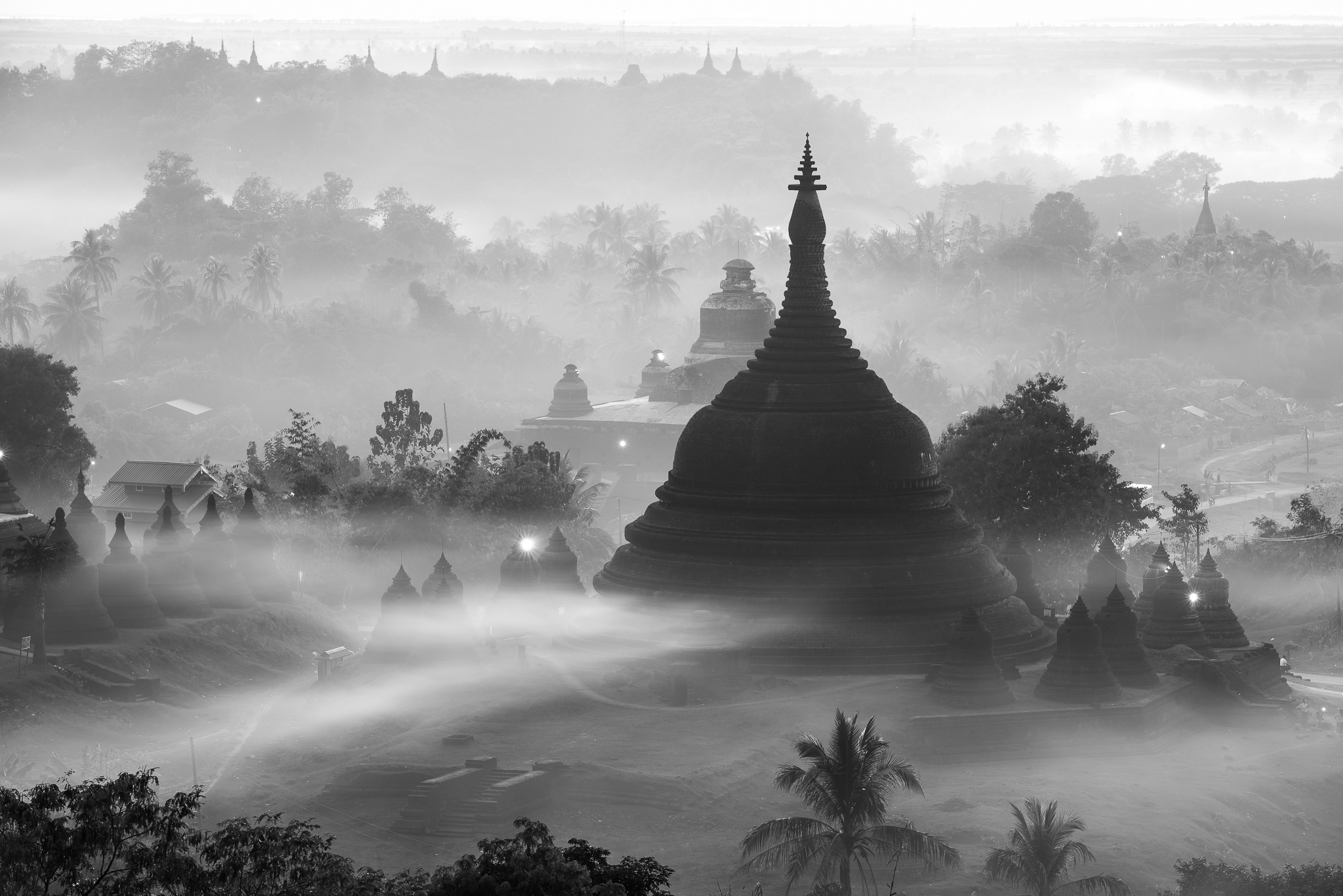
ミャウウーのパゴダは現在のラカイン人の民族意識の一部である。

ラカイン族の伝説及び、一部のラカイン族によればラカイン族はインドの釈迦族の土地(シャーキャ)から来たアーリア人とされるが、現実的でない。ラカイン語とビルマ語はともに古ビルマ語(Old Burmese)を起源とする非常に近縁の、チベット・ビルマ語派の言語である。3000年か2800年前にDhanyawadiとWaithaliを統治したチャンドラ朝はインド・アーリア系であった可能性の方が高い。ラカイン族の伝説によれば不明な民族集団がDhanyawadiの統治者であった。現在では彼らはラカイン族と混血している。
9世紀までにラカイン族は4つの都市(ラカイン語ではLe-Mroと呼ばれる)を建設した。彼らは1103年にはラカイン地域の支配を固め、また1167年までパガン王朝に対し従属していた。1406年から1429年にかけて、アヴァ王朝がラカイン地域北部を支配した。南部はどちらにも支配されることはなかった。1429年にはアラカン王国の設立者であるMin Saw Monがベンガル人の助けを得てラカイン族による支配を回復したが、1430年まではベンガルの属国であった。
口頭伝承や文字資料は複数の他の創設神話を含んでおり、高地に住むMro族と低地に住む女王との婚姻を起源とするものや、世界で初めての君主とされる伝説上の人物Mahasammataを起源とするものなどがある。
アラカン王国が1784年にコンバウン朝に征服されて以来、ラカイン族の難民はコックスバザールや Patuakhali Districtなどに居住し始めた。 イギリス東インド会社は多数の難民(この項の出典によれば1799年のコックスバザールで4-5万人)を確認し、定住の援助を行った。ラカイン族の末裔はインドのトリプラ州にまで広がっており、そこではMogという民族名で呼ばれている。

### ロヒンギャ、中央政府との関係
しばしばラカイン族の民族主義的な言説において無視されるが、現在のラカイン州では植民地化以前からベンガル人奴隷やその子孫など非ラカイン族のムスリムが存在し、ラカイン族と共存していた。イギリス植民地時代初期には多くのムスリムが英領インドからラカイン州北部に大量に流入し、植民地当局が将来の対立を懸念するほどであった。1942年には日本軍の進軍のため現在のラカイン州に当たる地区の行政が崩壊し、対立が戦争と絡み合い仏教徒とムスリムによる互いの虐殺に発展した。これは州内の分断を深めた他、ムスリムの増加に対する危機感を強めた
。
現在多くのラカイン族はロヒンギャの人口増加に危機感を抱いている。1823年には州内の10-13％を占めるに過ぎなかったムスリムは植民地時代初期の人口流入から2014年には35.1％を占め、北部の地区で多数派になっている他、ラカイン族より高い出生率を維持している。2012年の民族間暴力の際には、調査に対し8割以上のラカイン族が原因を「ベンガル人によるラカイン州を占拠しようとする取り組み」に求めた。
一方、ラカイン族は独自の民族意識を持ち、ビルマ族中心の政府に対して反発している。ビルマ族への同化による「ラカイン族らしさ」の喪失を危惧し自治を求めている他、首都であったミャウウーの破壊やラカインの不当な占拠はビルマ族に対する怨恨の最たるものになっており、軍や政府による弾圧が続くことへの恐れの表現の際に言及される。
このような民族主義的感情は、ラカインの歴史書から大きな影響を受けている。これらが書かれたのはラカイン王国の崩壊前夜から1930年代にかけてで、ビルマ族が歴史書Maha Yazawindawgyiによって正統性を得、またラカイン王国が崩壊する中で独自の正統性やアイデンティティを確立する必要に迫られたという事情によるものであった。これらはラカインの王達を人類の起源に関する仏教の言説、仏陀、インドの仏教徒の王と結びつけ正統化した。当時のイスラム教徒との共存については触れておらず、この事実は当時イスラム教徒との緊張関係が存在しなかったことを示唆している。
近年では中央政府への否定的感情や指導力のない民族政党への不満が蓄積し生活の改善が見られない中、民主的諸機関が支持を失い、武装組織アラカン軍がSNSなどを使いラカインの民族自決を訴え支持を集めており支配地域を広げている。現在はアラカン軍の支配下にある地域で民族間の関係の修復が進んでいる。

## 地理的分布
ミャンマー国外においては、 バングラデシュ南東部の地区、特にKhagracgari District、Rangamati、 Bandarban、南部コックスバザールに大きなコミュニティが存在し、KhagrachariにあるMong circleが行政を行っている。 Patuakhaliやボルグナ県、コックスバザール沿岸部にも小規模な、現在の国家の成立前に移住したコミュニティが存在する。コミュニティの合計人数は16,000とされるが、福音派の宣教集団であるJoshua Projectは20,000としている。ラカイン族と現地のベンガル人は独特の方言を発達させ、それを使って意思疎通を行っている。現地のラカイン族は独自の文化、言語、宗教を保ち、SanggrengやNai-chai kaなどのラカイン族の祭りをおこなっている。
Kuakataにあるラカイン語で教育を行う最後の学校は1998年に資金難を原因に閉鎖した。2006年1月には Chin Than Monjurが同様の試みを始めたが、資金難のため閉鎖を余儀なくされた。

## 文化

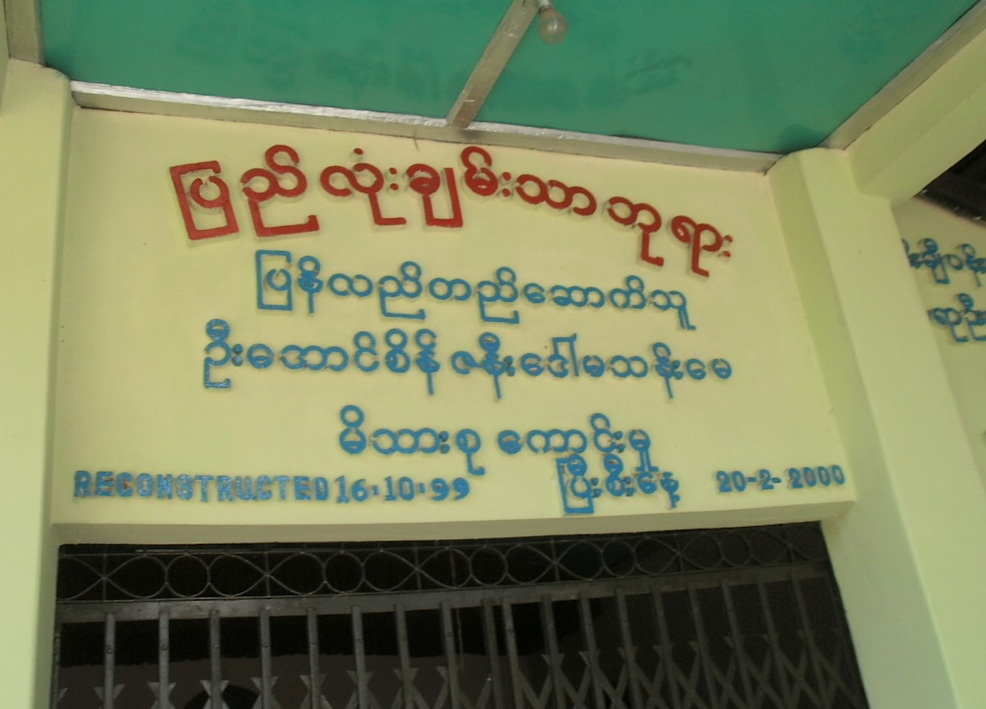
バングラデシュのパゴダでのラカイン語の看板

ラカイン族の大多数は上座部仏教徒であり、ビルマ族、シャン族、モン族と同じくミャンマーの4大仏教系民族の一つである。  
ラカイン文化はビルマ族の文化と近いが、よりインドの影響を受けている。これはアラカン山脈によりミャンマー本土から隔たれたことと、インドへの近さによると思われる。インドの影響の痕跡はラカイン族の文化の文学、音楽、料理などの多数の側面に残存している。伝統的なラカイン族のkyin(レスリングの一種)は文化において重要な役割を果たすほか、ラカイン族の細い米の麺で作られるmont diは ミャンマー中で人気である。

### 言語
ラカイン語はビルマ語と密接な関係にあり、相互理解可能である。特筆すべき音声的特徴は、ビルマ語では/j/(ヤ行の子音)に変化した /r/ を保持していることである。書く際にはビルマ文字が用いられる。
加藤昌彦 (2013)は、ラカイン族の用いる言語をビルマ語シットゥエー方言、ビルマ語チャウビュー方言などとして、ラカイン族の話す言語は言語学的にみればビルマ語の方言であるとしている。ラカイン州出身のエーチャン(Aye Chan)もまた、ラカインの人々はビルマ語の方言を話し、ベンガル語の語彙を少し採り入れているとする。